# Magonympha chrysocosma
Magonympha chrysocosma är en fjärilsart som beskrevs av Edward Meyrick 1916. Magonympha chrysocosma ingår i släktet Magonympha och familjen stävmalar. Inga underarter finns listade i Catalogue of Life.